# Protestes del 2017-2018 a Romania
Al mes de gener del 2017, dies després que el primer ministre Sorin Grindeanu hagués assumit el poder a Romania, els carrers d'aquest país s'omplen de manifestants contra l'indult a determinats crims i modificacions realitzades al Codi Penal que permeten passar per alt delictes de corrupció.
Unes 150.000 persones han reclamat la dimissió del govern romanès a Bucarest. La Llei despenalitza els delictes de corrupció quan no superin els 44.000 euros. També preveu l'indult per a 2.700 persones condemnades a menys de cinc anys de presó per delictes no violents. Però, segons informa la premsa, a Romania tothom sap que la norma està feta a mida per exculpar Liviu Dragnea, el líder del partit governant que no va poder ser primer ministre per una suspensió de dos anys a causa de corrupció i frau electoral.
Des de la caiguda de la dictadura comunista de Nicolae Ceaucescu Bucarest no vivia manifestacions antigovernamentals d'aquesta magnitud. Al conjunt del país, hi ha hagut altres mobilitzacions en contra d'un decret que compta amb el rebuig del president del país, l'oposició, la judicatura, la fiscalia i la Comissió Europea.

## Historial de protestes

### 2018

#### 20 de gener
El 20 de gener del 2018, entre 50.000 i 100.000 persones van participar en una demostració contra la corrupció a Bucarest.

#### 10 d'agost
El 10 d'agost de 2018 va tenir lloc una de les majors protestes antigovernamentals des de la Revolució de 1989 i la Mineriada de 1990. L'esdeveniment, organitzat per la diàspora romanesa, va aplegar més de 100.000 manifestants, que es van reunir a la plaça de la Victòria, on es troba la seu del govern. En l'acte van haver-hi diferents episodis de violència i la gendarmeria va utilitzar gasos lacrimògens i canons d'aigua. En van resultar ferides 452 persones, 70 de les quals van haver de ser traslladades a l'hospital, d'entre elles també 3 gendarmes.

#### 11 d'agost
L'endemà, entre 50.000 i 70.000 persones (al voltant de 30.000 i 50.000 només a Bucarest) van protestar arreu del país pels fets del dia abans.